# 突吻角鮟鱇
突吻角鮟鱇（学名：Thaumatichthys pagidostomus），又名奇鮟鱇、深海鮟鱇、印度洋奇鮟鱇，为突吻角鮟鱇科奇鮟鱇屬下的一个种，為深海魚類，分布於大西洋及印度洋海域，棲息深度1440公尺，體長可達8.5公分，生活習性不明，不具任何經濟價值。